# Mendoncia pennellii
Mendoncia pennellii är en akantusväxtart som beskrevs av Emery Clarence Leonard. Mendoncia pennellii ingår i släktet Mendoncia och familjen akantusväxter. Inga underarter finns listade i Catalogue of Life.